# Estadi Nemesio Camacho El Campín
L'Estadi Nemesio Camacho El Campín és un estadi de futbol de la ciutat de Bogotà, Colòmbia.
Té una capacitat per a 39.512 espectadors. És la seu dels clubs Millonarios i  Independiente Santa Fe. El nom de l'estadi fa referència al polític i empresari Nemesio Camacho, pare de Luis Camacho Matiz, que fou la persona que oferí els terrenys on es construí l'estadi.
Va ser inaugurat el 10 d'agost de 1938 amb el partit entre Equador i Colòmbia, amb victòria equatoriana per 2 a 1. El club Millonarios començà a jugar a l'estadi des del mateix any, mentre que Santa Fe hi jugà des de 1951. També ha estat seu de la selecció de Colòmbia, essent seu de la Copa Amèrica de futbol de 2001.